# 5 (album Afromentalu)
5 – piąty album studyjny polskiego zespołu muzycznego Afromental. Wydawnictwo ukazało się 20 września 2019 nakładem wytwórni muzycznej Warner Music Poland.

## Lista utworów
1. „Gra” – 2:58
2. „Odpowiedz” – 3:52
3. „Korzenie” – 3:23
4. „Kłam” – 4:51
5. „Na Pół” – 3:46
6. „Skamieniali” – 3:41
7. „Tu I Teraz” – 3:57
8. „Wściekłe Psy” – 3:03
9. „Pasażer” – 3:40
10. „Odłamki” – 3:22
11. „Tobie” – 3:56

## Twórcy albumu
- Tomasz „Tomson” Lach – wokal
- Bartosz „Śniady” Śniadecki – keyboard
- Tomasz „Torresiwo” Torres – perkusja
- Wojtek „Lajan” Witczak – gitara basowa
- Aleksander „Baron” Milwiw-Baron – gitara
- Maciej Wasio – produkcja
- Marcin Bors – miks & mastering